# Ruiterstandbeeld van Domitianus
Het Ruiterstandbeeld van Domitianus (Latijn:Equus Domitiani) was een groot bronzen ruiterstandbeeld op het Forum Romanum in het oude Rome.

## Geschiedenis
Het standbeeld werd in 91 n.Chr. door keizer Domitianus opgericht op het forum ter ere van zijn campagne in Germanië. Hij had in de jaren 80 oorlog gevoerd tegen de Chatten waarbij het Romeinse grondgebied in Germanië verder werd uitgebreid. Hierop stichtte Domitianus tussen 85 en 90 de Romeinse provincies Germania Inferior en Germania Superior.
De Romeinse dichter Statius schreef een bewaard gebleven gedicht waarin hij het standbeeld looft en beschrijft, hierdoor is bekend hoe het er ongeveer uit heeft gezien. Het beeld was op het oosten gericht en stelde een lopend paard voor. Domitianus zat op zijn rug, gekleed in militair uniform met de paludamentum, de generaalsmantel. Zijn rechterhand was gestrekt en bracht een vredesgroet. Aan zijn linkerzijde stond Minerva die de aegis omhoog hield.
Het beeld werd waarschijnlijk afgebroken nadat Domitianus was vermoord en de senaat de Damnatio memoriae over zijn nagedachtenis had uitgesproken. Het voetstuk verdween tijdens een herbestrating van het forum onder de grond, waarna Trajanus op deze plaats een nieuw gebouw liet plaatsen.

## Voetnoot
1. ↑  Statius, Silvae 1.1.

## Referentie
- S. Platner, a topographical dictionary of Ancient Rome, London 1929. Art. Equus Domitiani